# Store Valby
 For alternative betydninger, se Valby (flertydig). (Se også artikler, som begynder med Valby)
 Ikke at forveksle med Valby.
Store Valby er en landsby på Østsjælland med 397 indbyggere  (2024), beliggende i i Ågerup Sogn 4 kilometer nord for Roskilde og 2 kilometer øst for Risø. Landsbyen ligger i Roskilde Kommune og tilhører Region Sjælland.
Store Valby ligger i landområde, skrånende i østlig retning ned mod Store Valby Mose. På østsiden af mosen er der bare marker mod nabobyen Ågerup. Markerne mellem byerne er under udbygning med enfamiliehuse, og de 2 byer vil således vokse sammen.
Mellem Gundsølille, Ågerup og Store Valby er der interne asfalterede stier som forbinder skoler, institutioner, Ågerup kirke, bibliotek, omsorgscenter, indkøbscentre, aktivitets-, sports-, og motionscentre. Mellem Store Valby og Roskilde er der parallelt med Store Valbyvej anlagt separat asfalteret cykelsti. Området betjenes af buslinjerne 358 og 216.
Der er enkelte landbrugsejendomme og lidt industri samt liberale erhverv.
Store Valby er i fingerplanen placeret i det grønne område, men tæt på Roskildeområdet

## Historie
På Geodatastyrelsens sognekort fra 1893 vises Store Valby som en landsby med 6 gårde, og enkelte parcelhuse. Beboerne tilhørte Ågerup kirke, og børn gik i skole i Ågerup skole.
Senere blev Store Valby udvidet med mejeriet, smedjen og købmanden, og der blev bygget flere parcelhuse. Mejeri, smedje og købmand lukkede i perioden omkring 1950 – 1960, og bygningerne bruges i dag til beboelse.
På et tidspunkt gravede man efter tørv på arealet øst for gårdene. De tværgående transportveje, der adskilte de udgravede områder forsvandt efterhånden, og derved opstod moseområdet.
Syd for mosen ligger et grønt fællesareal og legeplads. Tidligere lå Store Valby renseanlæg mellem mosen og fællesarealet, men det er i dag erstattet med et pumpeanlæg. Københavns Kommune har et ældre vandværk i den sydlige del af byen, samt vandindvinding langs Maglemose Å og Kildemose Å.
Rundt om mosen er fremkommet en naturlig vegetation og der er anlagt stisystemer.
Fra ca.1965 til 1985 blev der opført mange enfamiliehuse, og efterfølgende er der sket en udfyldning, og enkelte gamle bygninger er blevet erstattet med nye boliger.

## Dyreliv
Ræve ses en gang imellem i området, men ellers er fuglelivet mest fremherskende.
Gæs, svaner, ænder og blishøns er faste gæster hvert år. Hejren er stamgæst, og både stork og ålekragen ses ofte. Adskillige arter af småfugle lever og yngler i området, og om vinteren er foderbrætterne også besøgt af skovfugle og trækfugle
Før yngleperioden er der kamp om redepladserne ved mosen, og ikke alle får plads, men må rejse videre.
I nogle år får svømmefuglene ingen unger på vingerne. Det skyldes, at der i de lange rugeperioder på 4-6 uger, let opstår oversvømmelse af rederne under de kraftige og langvarige regnskyl.
De private græsarealer omkring mosen anvendes til græsning for heste, køer og får.